# Dioptrochasma sphingata
Dioptrochasma sphingata là một loài bướm đêm trong họ Geometridae.